# Miroslav Zikmund

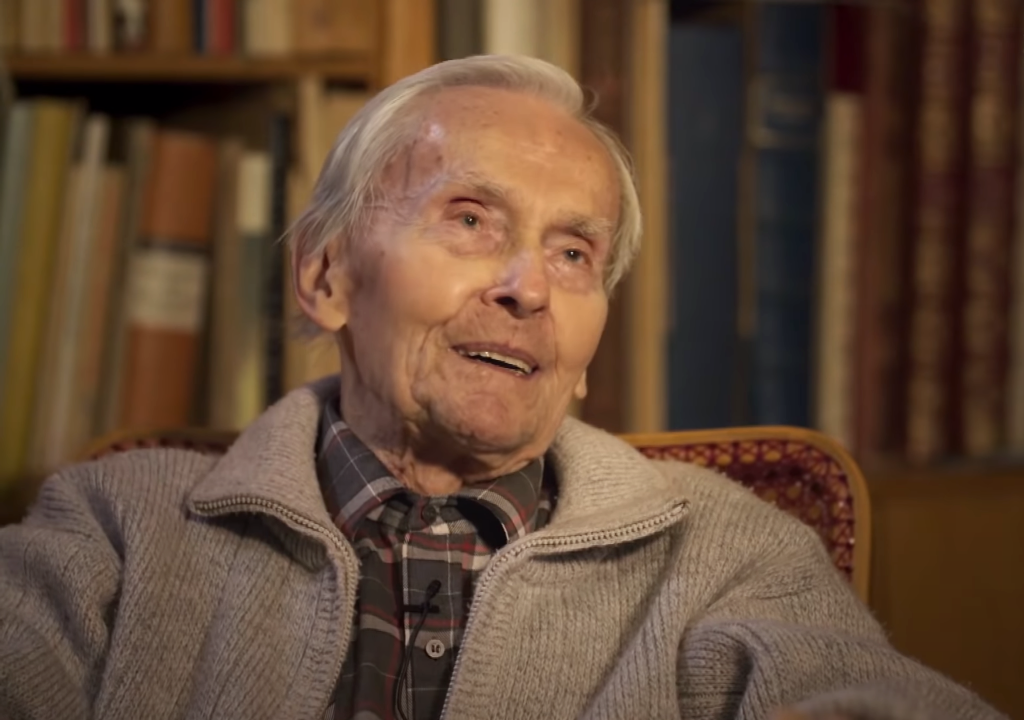
Miroslav Zikmund ve své knihovně během rozhovoru krátce před svými 99. narozeninami

Miroslav Zikmund (14. února 1919 Plzeň – 1. prosince 2021 Praha) byl český cestovatel, spisovatel, novinář, fotograf, kameraman, obchodník. Procestoval 112 zemí světa a s Jiřím Hanzelkou natočili 4 celovečerní, 147 dokumentárních filmů a napsali kolem 20 knih, vydaných v celkovém nákladu více než 6,5 miliónů výtisků.

## Životopis
Narodil se do rodiny strojvůdce Antonína Zikmunda (* 11. července 1885 Volduchy ) a jeho manželky Magdaleny, rozené Voráčkové (* 7. září 1893 Biřkov), v přízemním bytě v domě č. 31 v Úslavské ulici v Plzni, kde žili do roku 1927, než se přestěhovali do nově postaveného patrového řadového rodinného domu na Nepomucké třídě č. 113 (nyní na Slovanské třídě č. 135). Jeho dědeček Josef Zikmund (* 4. října 1839 Litohlavy) byl řezník a hospodský ve Volduchách na Rokycansku. Základní školu Miroslav počíná navštěvovat v budově v Božkovské ulici č. 14. Do třetí třídy již chodí do nově zbudované Masarykovy obecné školy na Jiráskově náměstí. V září 1930 přechází na osmileté Masarykovo reálné gymnázium v Plzni na Klatovské třídě č. 51 (dnešní Pedagogická fakulta ZČU). O prázdninách v roce 1936 podnikl Miroslav svou první delší cestu s mladším bratrem Josefem (* 1920) a kamarádem Václavem Hruškou na Podkarpatskou Rus, která byla v období první republiky součástí Československa. Po maturitě v roce 1938 začal studovat Vysokou školu obchodní v Praze. Protože na počátku druhé světové války němečtí okupanti uzavřeli české vysoké školy, mohl ji ukončit až v roce 1946. Na škole studoval s Jiřím Hanzelkou, který byl jeho partnerem na cestách i spoluautorem jejich knih.
Od dubna 1947 do listopadu 1950 podnikl spolu s Jiřím Hanzelkou cestu do Afriky a Jižní Ameriky. Celou tuto výpravu dlouhou 111 tisíc kilometrů absolvovali společně vozem Tatra 87. Z této cesty bylo rozhlasem odvysíláno přes 700 reportáží. Na této cestě udělali velké množství fotografií a natočili množství filmového materiálu, jehož dokumentární cena je značná. Afrika byla tehdy pod nadvládou evropských koloniálních mocností. O komunistickém puči v Československu v únoru 1948 se dozvěděli v Belgickém Kongu, kde místní tisk věnoval události ve střední Evropě jen malou pozornost. V libyjské Syrtě měla po sabotáži jejich tatrovka havárii, v Egyptě přenocovali na vrcholu Cheopsovy pyramidy, v Tanganice vystoupali na vrchol Kilimandžára, v konžském pralese se setkali s Pygmeji, z Kapského Města se přeplavili lodí do Buenos Aires, v Riu de Janeiru na pláži Copacabana se Zikmund málem utopil při koupání v moři, v Ekvádoru, kde uvažovali o emigraci z Československa, se setkali s lovci lebek z kmene Šuárů.
Podle Zikmunda byl svět v době jejich cesty do Afriky a Jižní Ameriky bezpečnější. Během africké cesty navštívili například Itálií ovládané Somálsko, které je na počátku 21. století zhrouceným státem nebezpečným pro cizince. Nejnebezpečnější situaci v Africe zažili Zikmund a Hanzelka v Habeši, kde je přepadli lupiči.
V roce 1953 se oženil s operní pěvkyní a sólistkou Národního divadla v Praze Evou Maškovou (4. května 1932 – 11. listopadu 2020), se kterou měl syna Miroslava (* 1955). Toto manželství skončilo rozvodem v průběhu druhé cesty.
Druhou cestu podnikli již s doprovodem ve dvou upravených nákladních vozech Tatra 805 v letech 1959–1964. Při této výpravě projeli Asii a Oceánii. Také na této cestě shromáždili velké množství dokumentárního materiálu. Při druhé cestě navštívili například Turecko, Sýrii, Pákistán, Indii, Cejlon, Barmu, Kambodžu, Indonésii, Japonsko nebo Irák. Zikmund později uvedl: „V málokteré zemi jsme se cítili tak dobře a tak bezpečně jako v Iráku.“ Během cesty po indonéských ostrovech se dostali až na Západní Novou Guineu, kterou Indonésie získala krátce předtím od Nizozemí a později anektovala. Při plavbě ze Sumatry do Japonska zažil Zikmund rovníkový „Neptunův křest“.
V letech 1963–1964 procestovali velkou část Sovětského svazu od východu k západu, od Tiksi na severu Jakutska až po Pamír na jihu v Tádžikistánu. Zikmund později uvedl, že běžní Rusové jsou zřejmě nejhodnější lidé na světě. Dále projeli cesty Kazachstánu, Kyrgyzstánu, Uzbekistánu, Tádžikistánu, Turkménie, Ukrajiny a Polska. Přivítáni byli na zaplněném Staroměstském náměstí 11. listopadu 1964. Nemohli navštívit Čínu, protože v 60. letech za vlády Mao Ce-tunga vypukla mezi Čínou a Sovětským blokem roztržka.
V roce 1968 se postavil na stranu tzv. „reformních komunistů“, proto mu bylo v roce 1969 znemožněno dále publikovat a účastnit se veřejného života.
Po roce 1989 začal znovu cestovat do zahraničí. V roce 1991 se vydal do Japonska, v roce 1992 do Austrálie a v roce 1994 na Nový Zéland. V roce 1996 se účastnil s dokumentaristou Milanem Maryškou expedice „Sibiř – peklo, nebo ráj“, ze které vznikl stejnojmenný čtyřdílný dokumentární cyklus. V roce 2000 podnikl cestu na Srí Lanku a Maledivy a také do USA.
V roce 1993 byla Zikmundovi a Hanzelkovi udělena za celoživotní dílo Cena E. E. Kische, v roce 1999 převzali z rukou českého prezidenta Václava Havla Medaili Za zásluhy II. stupně. Dlouhou dobu žil ve Zlíně a v roce 2014 mu byl udělen čestný doktorát Univerzity Tomáše Bati ve Zlíně. V témže roce mu český prezident Miloš Zeman 28. října udělil Řád Tomáše Garrigua Masaryka I. třídy.
Na konci června 2021 patřil mezi 13 nejstarších mužů České republiky. Zemřel v Praze dne 1. prosince 2021. Urna s jeho popelem je uložena v hrobě na zlínském Lesním hřbitově. Akademický sochař Otmar Oliva je autorem náhrobku.

## Dílo
Celé dílo je napsáno společně s J. Hanzelkou (oba autoři si dokonce rovným dílem dělili i všechny honoráře) a týká se výhradně jejich cest. Cestám je věnována také stálá expozice v Muzeu jihovýchodní Moravy ve zlínském zámku S inženýry Hanzelkou a Zikmundem pěti světadíly, otevřená 30. listopadu 1996. V roce 2013 byla tato expozice přestěhována do bývalého areálu Baťových závodů (Svitu) a nově instalována v budově 14/15 Baťova institutu.

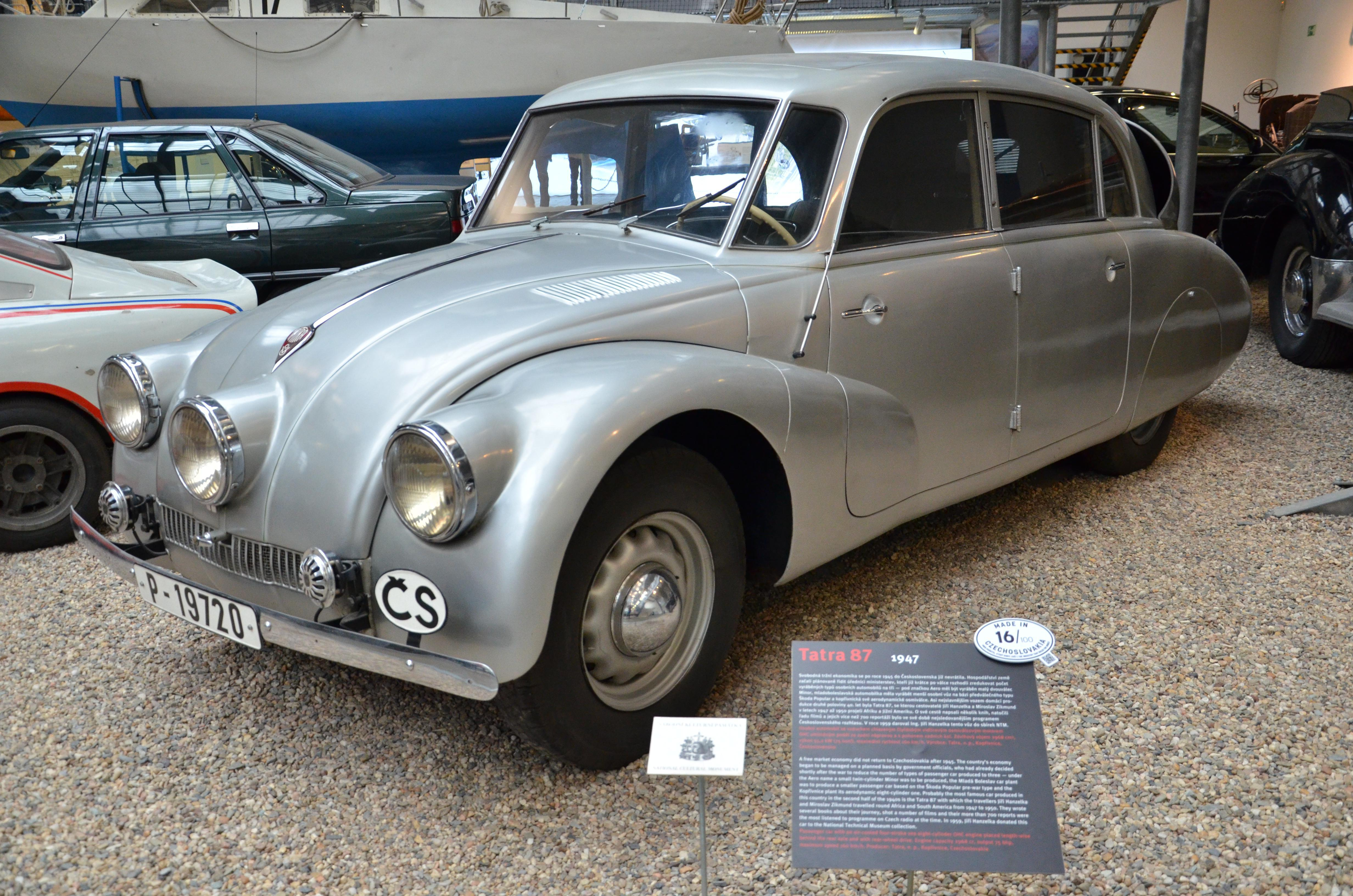
Tatra 87 v Národním technickém muzeu, se kterou Zikmund a Hanzelka projeli 44 zemí Evropy, Afriky a Jižní Ameriky

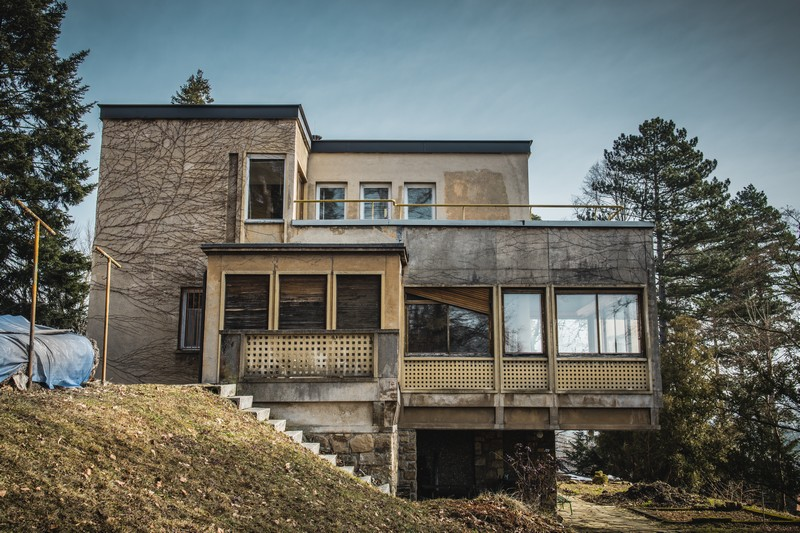
Zikmundova vila ve Zlíně, kde žil od roku 1954

### Film
- Afrika I. – Z Maroka na Kilimandžáro (1952)
- Afrika II. – Od rovníku ke Stolové hoře (1953)
- Z Argentiny do Mexika (1953)
- Kašmír: Je-li kde na světě ráj (1961)

Kromě těchto celovečerních filmů natočili 147 dokumentárních, krátkometrážních či televizních filmů.
- 1965
  - Darváz
  - Do země dálné a nejbližší
  - Jací jsou jaci
  - Jenisej
  - Křest mrazem
  - Máj klepe na dveře
  - Medvědí ledovec
  - Město voják
  - Není všechno zlato světa
  - Neříkej velkolepý
  - Pamír
  - Půlnoční slunce
  - Sibiřská nafta
  - Slaná hora
  - Směr západ
  - Světoběžníci
  - Ulak
  - V zaaltajských horách
  - Zkuste to s bidýlky
  - Zlato dálného východu

- 1964
  - Ať se stáří vydovádí
  - Dobrou chuť, lidé zítřka
  - Dravci nebo oběti
  - Javanské solo
  - Jezdí se vlevo, ale…
  - Kdyby všichni bozi světa
  - Kouzelníci z Asahi
  - Kusamba loví v noci
  - Lontar
  - Město dvakrát zrozené
  - Miroslav Zikmund a Jiří Hanzelka v Japonsku 1963 (TV seriál)
  - Pravěk v rokli mrtvých
  - Řasy nejsou brvy
  - Tókio největší na světě

- 1963
  - Bangka, loterie s dvojitou zárukou
  - Bohyně chce krev
  - Byl Bismark v Kašmíru?
  - Jiří Hanzelka a Miroslav Zikmund v Sovětském svazu (TV seriál)
  - Královské M
  - Na stezce lovců lebek
  - Pod sopkou Merapy
  - Z bláta do louže

- 1962
  - Cestou za Metuzalémy
  - Čajová dresúra na Cejloně
  - Dva póly Tirukunámalé
  - Esala perahero
  - Irácký Kurdistan
  - Mezi svými
  - S kamerou do Velkého Himálaje
  - Skoupá perla Tamilů
  - V moci ohně a bohů
  - Vzkříšení sinhálské země
  - Závod století
- 1961
  - Cestou hrdinů
  - Čarodějové na Dalu
  - Epocha mladých ve Šrínagaru
  - Jak daleko je z Cejlonu do Arizony?
  - Jste moji starší bratři
  - Město pod kamennou lavinou
  - Mezi nebem a zemí
  - Pod našimi okny
  - Pozdrav z Pravarsenapury
  - Řeka života
  - Šikára, gondola asijských Benátek
  - Umíte číst červíčky
  - Velké prádlo
  - Ve Šrínagaru straší
  - Zač je datle v Iráku
  - Zná Kašmír kašmírské šátky?

- 1960
  - Beit el Lachne
  - Cedry na Libanonu
  - Haššaš
  - Chán Šejchůn
  - Na arabském trhu
  - Nad zálivem Svatého Jiří
  - Na prahu indického světadílu
  - Návštěvou u beduínů
  - Noria
  - Pozdrav ze Středního východu
  - Pozdrav z Halebu
  - Sálim el Kerím

- 1955
  - Býčí zápasy

- 1953
  - Afričtí trpaslíci
  - Lovci lebek
  - V pravlasti kávy
  - Zrození sopky

- 1952
  - Lihovary v Argentině
  - Motocykly v Quatemale
  - Ostrovy milionů ptáků
  - Za tučňáky, lvouny a velrybami

## Galerie

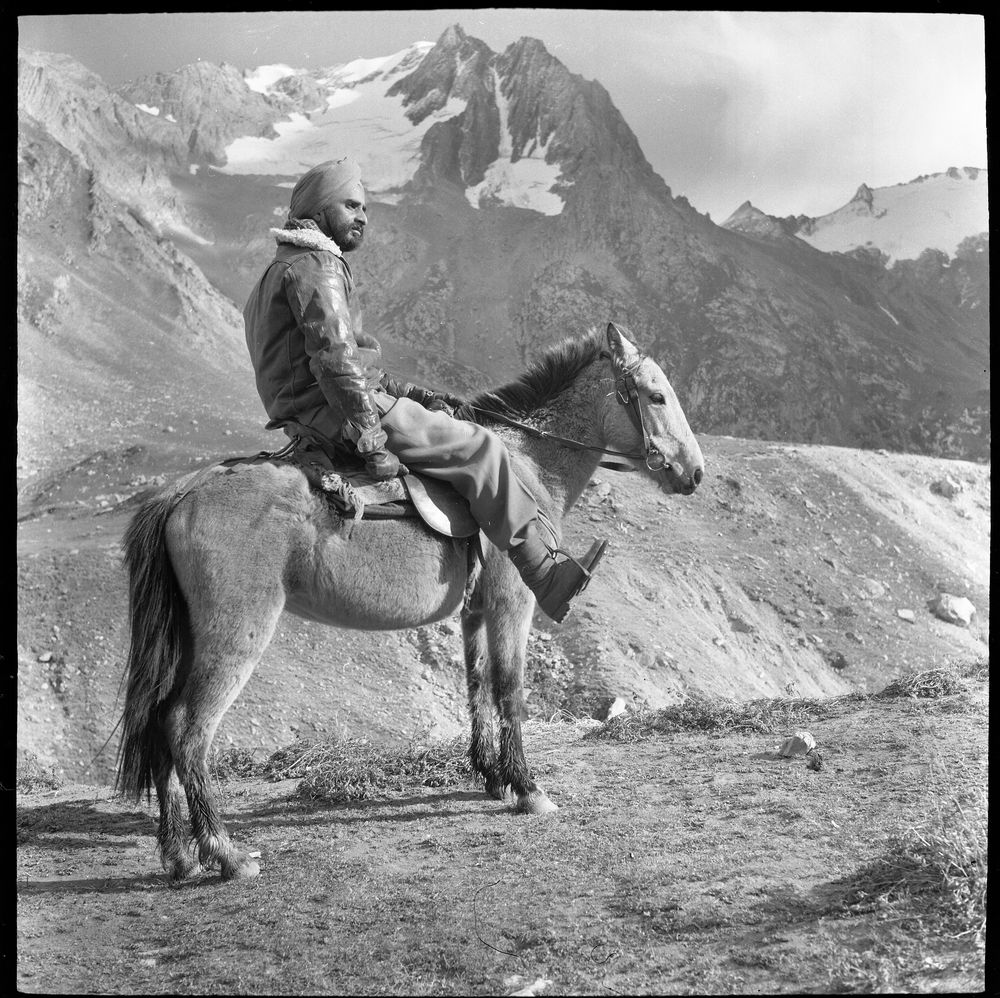
Indie, Kašmír, 1960
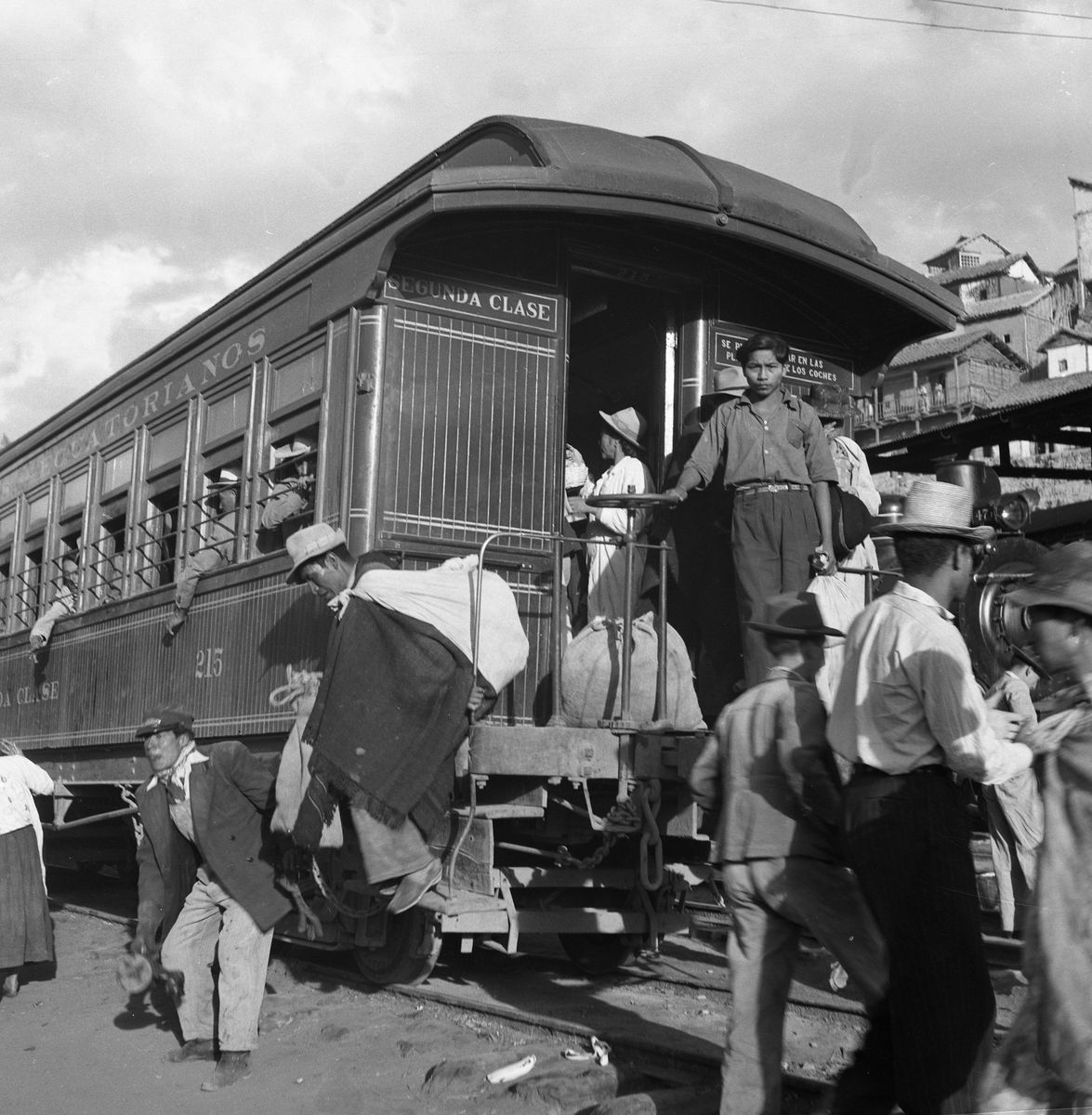
Ekvádor, 1950
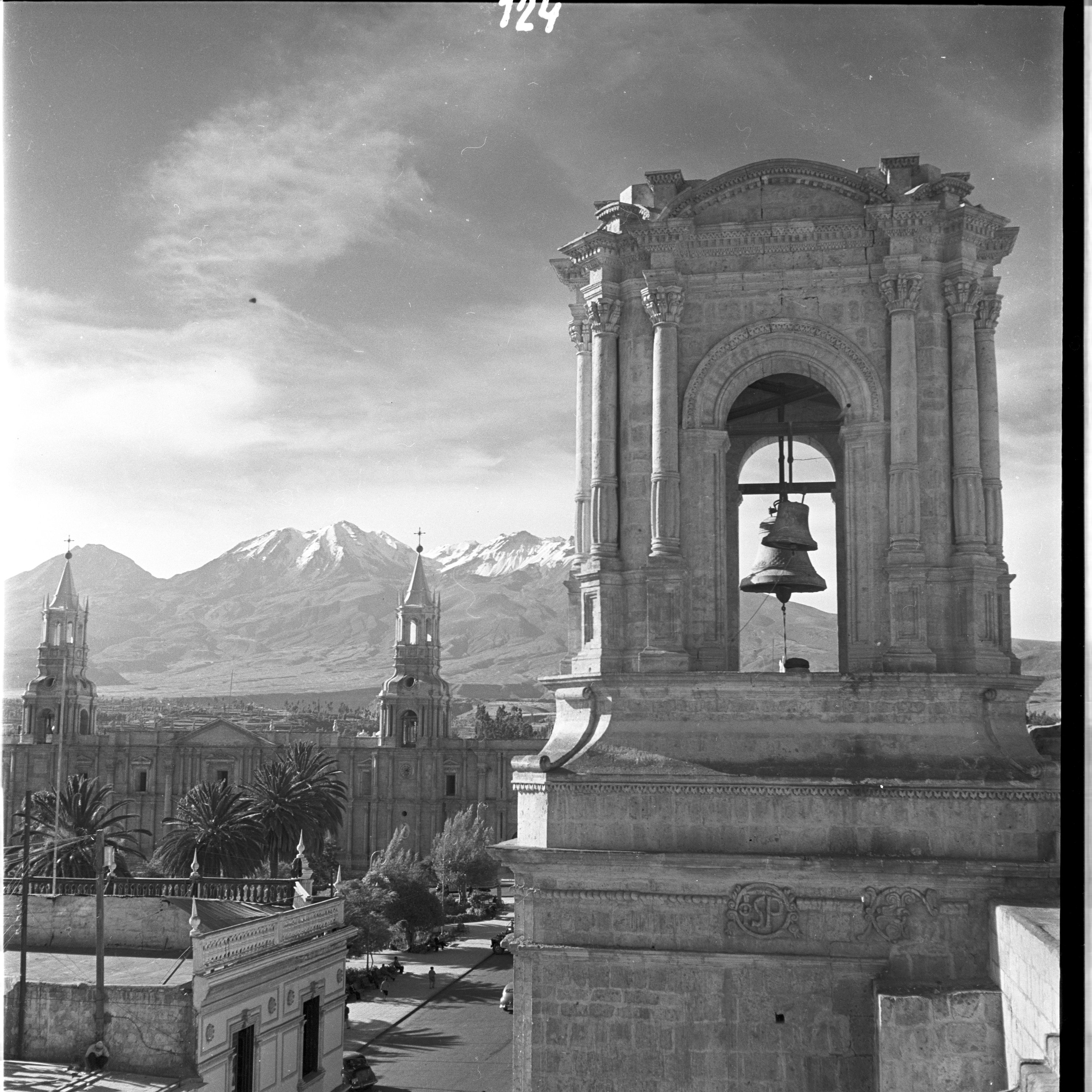
Peru, 1957, foto Eduard Ingriš
Peru, vor Kantuta, 1954, foto Eduard Ingriš